# HD81141
HD81141 — хімічно пекулярна зоря спектрального класу B9, що має видиму зоряну величину в смузі V приблизно  8,0.
Вона  розташована на відстані близько 1069,4 світлових років від Сонця.

## Пекулярний хімічний склад
Зоряна атмосфера HD81141 має підвищений вміст 
Si
.